# Kežmarok
Kežmarok (mađ. Késmárk, njem. Kesmark/Käsmark, polj. Kieżmark, lat. Kesmarkium) je grad u Prešovskom kraju u istočnoj Slovačkoj. Upravno središte Okruga Kežmarok. 

## Povijest
Grad se prvi puta spominje 1251. godine kao kao Villa (Saxonum apud Ecclesiam). U 15. stoljeću (i onda još jednom 1655.), Kežmarok postaje slobodni kraljevski grad.
Grad je bio uporište plemenitaške obitelji Thököly. Mađarski ratnik Mirko Thököly rođen u Kežmaroku 1657. godine.  Umro je u izgnanstvu u Turskoj 1705. ali u 20. stoljeću njegovi posmrti ostaci vraćeni su u Kežmarok i pokopan je u plemenitom mauzoleju u luteranskoj crkvi.
Grad je bogat sa spomenicima uključujući dvorce, mnoge renesansne trgovačke kuće, i muzej starih knjiga. A ponos grada je protestantska crkva građena u potpunosti od drveta iz 1688. godine.  U crkvi se nalaze orgulje s drvenim cijevima iz 1719. godine, a crkva je na  UNESCO-ovom popisu Svjetske kulturne baštine od 2008. godine.
Kežmarok imao veliku etničku manjinu Karpatskih Nijemaca sve do kraja Drugog svjetskog rata. Također je imao veliku i aktivnu židovsku zajednici, koja je Tijekom Drugog svjetskog rata, pod pokroviteljstvom marionetske nacističke Slovačke Republike skoro 3.000 Židova su bili deportirani u logore smrti.

## Stanovništvo
| Godina:     | 1993.  | 2003.    | 2013.   | 2023.   |
| ----------- | ------ | -------- | ------- | ------- |
| Broj ljudi: | 20 970 | 17 237   | 16 693  | 15 238  |
| Razlika:    |        | -17,80 % | -3,15 % | -8,71 % |

| Godina:     | 2022.  | 2023.   |
| ----------- | ------ | ------- |
| Broj ljudi: | 15 304 | 15 238  |
| Razlika:    |        | -0,43 % |

Po popisu stanovništva iz 2001. godine grad je imao 17.383 stanovnika.
- Slovaci 95,21 %
- Romi 1,59 %
- Česi 0,83 %
- Nijemci 0,43 %

Prema vjeroispovijesti najviše je  rimokatolika 77,50 %, ateista 10,98 %, luterena 4,83 % i grkokatolika 2,63 % .

## Gradovi prijatelji
- Lanškroun, Češka
- Bochnia, Poljska
- Weilburg, Njemačka
- Lesneven, Francuska
- Gliwice, Poljska
- Příbram, Češka
- Kupiškis, Litva
- Nowy Targ, Poljska
- Zgierz, Poljska
- Hajdúszoboszló, Mađarska

## Vanjske poveznice
- Službena stranica grada

### Ostali projekti
|  | Zajednički poslužitelj ima još gradiva o temi Kežmarok |